# Sypna ornata
Sypna ornata är en fjärilsart som beskrevs av John Henry Leech 1900. Sypna ornata ingår i släktet Sypna och familjen nattflyn. Inga underarter finns listade i Catalogue of Life.